# Vladan Lukic
Vladan Lukić és un exfutbolista serbi, nascut a Sopot el 16 de febrer de 1970. Ocupava la posició de davanter.
Es va destapar com a golejador a l'Estrella Roja de Belgrad. El 1993 recala a l'Atlètic de Madrid, i als pocs mesos retorna al seu país. Retornaria a la competició espanyola per militar al CA Marbella de Segona Divisió. Posteriorment, jugaria a l'OFK Belgrad, al FC Sion de Suïssa, al FC Metz i al Paniliakos grec, on es retiraria l'any 2000.
Ha estat internacional amb l'antiga selecció iugoslava i amb la seua hereva de Sèrbia i Montenegro. Va ser el president de l'Estrella Roja de Belgrad entre 2009 i 2012.